# 피티 휘트스트로
피티 휘트스트로(영어: Peetie Wheatstraw, 1902년 12월 21일 ~ 1941년 12월 21일)는 미국의 블루스 기타리스트이자 싱어송라이터이다. 그의 유일한 알려진 사진은 그가 내셔널 브랜드 트리포네이터 기타리스트를 보유하고 있다는 것을 보여 준다. 그러나 그는 대부분의 음반에서 피아노를 연주했다.